# Anton Webern
Anton Friedrich Ernst von Webern (født 3. december 1883, død 15. september 1945) var en østrigsk komponist og dirigent. Han var ved siden af Alban Berg den vigtigste elev af Arnold Schönberg i Den Anden Wienerskole.
Webern begyndte at komponere som 16-årig og havde ved sin død mere end 100 værker bag sig. Hans tidligste kompositioner er senromantiske, f.eks. orkesterværket Im Sommerwind, men derefter skrev han i en atonal, ekspressionistisk stil. Fra 1924 benyttede han den af Schönberg udviklede tolvtoneteknik. Hans værker er gerne meget korte og koncentrerede, og stilen kan ses som en forløber for serialismen. Han skrev også en symfoni  Op. 21 i (1927-1928).
Kort efter 2. verdenskrig blev Webern dræbt af en amerikansk soldat i en vådeskudsulykke. Soldaten troede at han så ild fra et våben, men i virkeligheden så han blot Webern tænde sin pibe.

## Eksterne henvisning
1. ↑  Webern, Anton von 20th-century modernist pioneer på classical-music.com

- Wikimedia Commons har flere filer relateret til Anton Webern

 Der er for få eller ingen kildehenvisninger i denne artikel, hvilket er et problem. Du kan hjælpe ved at angive troværdige kilder til de påstande, som fremføres i artiklen.